# SeaFire
Pour les articles homonymes, voir Seafire.
SeaFire (roman non traduit en français), publié pour la première fois en 1994, est le quatorzième roman de John Gardner qui fait met en scène l'agent secret James Bond (en comptant la novélisation de Permis de tuer).
Les temps ont changé pour James Bond, les services secrets britanniques sont maintenant dirigés par MicroGlobe One, un comité qui regroupe plusieurs personnalités politiques et des services secrets, dont il fait partie, ainsi que M ; et il pense lui-même à l'éventualité d'un mariage avec 'Flicka' von Grüsse, partenaire dans sa vie privée et professionnelle. Mais les vielles habitudes reviennent vite lorsque Bond et Flicka se retrouvent à devoir arrêter Sir Max Tarn. Aux yeux du public il s'agit d'un millionnaire philanthrope, mais pour les services secrets, c'est l'un des plus grands trafiquants d'armes au monde, allant des armes de poing jusqu'à un ancien sous-marin soviétique. Et pour des centaines de néonazis, il serait leur nouveau Führer.

## Synopsis
Le roman s'ouvre alors que James Bond et Fredericka 'Flicka' von Grüsse (qui fait désormais partie des services secrets britanniques, voire la fin de Never Send Flowers) sont en congé sur un navire de croisière, le Caribbean Prince. Des pirates font irruption et prennent les passagers et l'équipage en otage ; Bond et Flicka parviennent à les maitriser. Cependant une explosion non accidentelle retentit, l'ordre d'abandonner le navire est donné et Bond et Flicka rejoignent d'autres passagers dans un canot de sauvetage.
Quelques jours plus tard, Bond se trouve au quartier général de Two Zeros. En fait, il y a eu des remaniements aux services secrets britanniques et une nouvelle section Double Zéro, « The Two Zeros », qui n'a guerre de ressemblance avec celle qui avait autrefois un permis de tuer, en est née. Cette nouvelle section est sous le commandement de Bond et traite des cas de violations du droit international et de traités ayant rapport avec des questions de renseignement et de sécurité. Elle ne rend plus de compte à M, mais à un comité surnommé MicroGlobe One (qui comprend notamment M, son homologue du MI5, le Minister of Related Home and Foreign Affairs, etc.). Bond est donc au quartier général de Two Zeros où il lit des rapports sur l'incident qui a eu lieu sur le Caribbean Prince et sur le propriétaire du navire, un certain Max Tarn.
James Bond est convoqué par MicroGlobe One où on il lui apprend que Max Tarn est sous surveillance et qu'il ferrait dans le trafic d'armes. Du matériel haut de gamme comme des chars, des avions, des missiles... MicroGlobe One lui dit aussi que Tarn a possiblement acquis un vieux sous-marin soviétique de classe Victor et que l'explosion du Caribbean Prince aurait été provoqué par une torpille tirée depuis ce sous-marin. MicroGlobe One demande à Bond d'approcher Max Tarn avec Flicka pour lui apprendre qu'il (Tarn) va être arrêté et que ses locaux vont être fouillés. MicroGlobe One espère ainsi que Tarn va paniquer et qu'il va alors faire des erreurs en essayant de se débarrasser des preuves qui pourraient l'incriminer. MicroGlobe One tient ses informations de Peter Dolmech, le fils d'un ami personnel de M, un comptable qui travaille pour Tarn et qui est allé voir M après avoir découvert des choses pas nettes dans l'affaire de son employeur.
À Cambridge, sous le faux nom de James Busby, Bond fait remettre un mot à Tarn qui dit qu'il est bien placé au Home Office et au Foreign Office et qu'il a quelque chose qui pourrait l'intéressé. Max Tarn demande à rencontrer Bond et les deux hommes se voient en compagnie de Maurice Goodwin, introduit comme le chef du personnel de Tarn. Bond dit à Tarn qu'un mandat d'arrêt est lancé contre lui et sa femme ainsi qu'un mandat de perquisition pour ses propriétés. Tarn révèle alors à Bond qu'il sait qu'il ne s'appelle pas James Busby mais James Bond, que Flicka est une ancienne des services secrets suisse, ainsi que d'autres choses... Tarn interroge Bond, celui-ci essaye alors de lui faire croire qu'il est mécontent de son travail et de son salaire et que c'est pour cela qu'il est venu l'avertir des mandats. Tarn lui dit que s’il achète des armes, c'est parce qu’il compte les exposer dans un musée qu'il est en train de crée et il relâche finalement Bond.
Un peu plus tard, lorsque Bond revient dans sa chambre, il voit que Flicka n'est pas seule mais entourée de deux personnes menaçantes qui travaillent pour Tarn, Mr. Cuthbert et Mr. Archibald. Ces deux là font monter Bond et Flicka dans un véhicule et les amènent dans une maison isolée, Hall's Manor, où ils les laissent menottés. Bond aperçoit Tarn à l'extérieur (celui-ci s'en va), il parvient à se détacher et contacter Bill Tanner. Celui-ci lui dit alors que Max Tarn et sa femme Trish Nuzzi seraient morts dans un accident de voiture la nuit dernière, les cadavres sont brulés...
Bond est maintenant affecté par MicroGlobe One à l'enquête sur la mort de Tarn, mais James Bond pense qu'il a simulé sa mort. MicroGlobe One s’inquiète aussi car Boxwood, alias Peter Dolmech, a disparu. Ils reçoivent justement une bande de Dolmech dans laquelle il dit que Tarn et sa femme ne sont pas morts et qu'ils se trouvent dans une villa près de Séville. Dolmech dit qu'il a des documents importants et demande que quelqu'un vienne le chercher, il indique un lieu de rendez-vous, l'Alcazar.
Bond et Flicka se rendent au rendez-vous, mais soudain des hommes sur une moto volent la sacoche que tenait Dolmech et le tue. Au guidon d'une Triumph Daytona, Bond les prend en chasse. La poursuite se termine à Italica où Bond parvient à tuer les deux hommes et récupérer la sacoche qui a été partiellement brulée à cause d'une explosion.
Plus tard, les documents de la sacoche et ceux récupérés dans les locaux de Tarn sont analysés. Bond reçoit un coup de téléphone lui apprenant que M est malade et qu'il a demandé à le voir. Au volant de sa Saab 9000, Bond se rend à Quarterdeck, la maison de M. Celui-ci lui dit qu'il ne voulait pas passé par le comité et que dans la sacoche, il y avait une lettre de Peter Dolmech dans laquelle celui-ci disait penser que Trish Nuzzi n'était pas impliquée dans les affaires de son mari et qu'elle est partie à Jérusalem.
Bond et Flicka s'envolent pour Israël où ils rencontrent Steve Natkowitz (voir L'Homme de Barbarossa) du Mossad qui les amène à l'hôtel King David, où loge Trish. Dans l'ascenseur, Bond et Flicka tombent sur Mr. Cuthbert et Mr. Archibald, qui se révèlent être en réalité des femmes prénommées Cathy et Anna, elles sont les gardes du corps de Trish. Cathy et Anna conduisent Bond et Flicka à Trish. Celle-ci leur explique que Tarn la battait, qu'elle est partie, et qu'il pense être le messie Nazi, la réincarnation d'Hitler. Trish dit que son mari distribuait des armes dans le but de déstabiliser l'Europe, voire le monde, pour que les nazis puissent revenir en force. Elle dit que Tarn pourrait potentiellement se trouver aux Caraïbes.
Le lendemain, James et Flicka retournent à Londres et Bond se rend au Home Office pour rencontrer MicroGlobe One. Le comité apprend au Captain Bond que Max Tarn est revenu en Angleterre et ils pensent qu'il se trouve à Hall's Manor. Bond se rend à Hall's Manor avec Flicka et tombe sur le corps sans vie de Trish Nuzzi, elle a été pendue. Bond trouve également un papier où il est fait mention de l'hôtel Vier Jahreszeiten de Munich.
Quelques heures plus tard, Bond dit à Flicka qu'il aimerait l'épouser quand ce sera fini, elle accepte. Bond pense qu'il y a un traitre chez MicroGlobe One et se rend seul en Allemagne (vers Wasserburg). Sur place il se rend à la demeure des ancêtres de Tarn, Tarnenwerder, et constate que Max Tarn s'adresse à une foule deux ou trois cents personnes en leur disant qu'il va reconstruire ce qu'Adolf Hitler avait fait, puis ils entament tous ensemble le chant Horst-Wessel-Lied. Bond se fait repérer et prend la fuite.
Bond s'infiltre désormais chez Saal, Saal u. Rollen, le cabinet des avocats de Tarn, fouille dans les papiers et trouve un message vocal du traitre qui prévenait de son arrivée. Bond identifie la voix du traitre comme celle du Minister of Related Home and Foreign Affairs (le président de MicroGlobe One). Des hommes de Tarn arrivent, Bond réussit s'en débarrasser.
Bond rentre à Londres et revoit MicroGlobe One. Il leur fait écouter le message vocal et le Minsistre est mis sous arrêt par Bill Tanner. Celui-ci subit un interrogatoire et révèle que Cathy et Anna sont du côté de Max et que celui-ci à un plan, quelque chose de gros, nom de code SeaFire, mais ne sait pas en quoi ce plan consiste. 
Bond demande au comité la permission de se rendre à Puerto Rico, où il pense pouvoir trouver Tarn. Parce que Porto Rico est un territoire non incorporé des États-Unis, MicroGlobe One décide d'en parler aux Américains avant d'agir, il est demandé à Bond d'attendre. Bond rend visite à M et à Ann Reilly (« Q'ute », qui est maintenant à la tête de la Q Branch) et alors qu'il est officiellement en congé, Bond décide de se rendre à Porto Rico avec Flicka sans en référer au comité. Cependant, alors qu'ils se trouvent à l'aéroport de Londres-Gatwick, ils se font arrêter et conduire à MicroGlobe One ; on leur explique que finalement les Américains seraient heureux d'aider à coincer Tarn (à cause de son trafic d'armes). Tarn est d’ailleurs surnommé Apocalypse par les Américains.
Bond et Flicka partent donc à Porto Rico avec le consentement de MicroGlobe One et rencontrent Felix Leiter. Alors qu'ils sont dans un bar, Leiter aborde un groupe de scientifiques (Rex Rexinus, un biologiste marin et deux biochimistes, Afton Fritz et Vesta Motley) qu'il avait reconnu. Les scientifiques leur disent qu'ils travaillaient avec Max Tarn et les invitent à leur laboratoire qui est un bateau, le Mare Nostrum.
Après avoir discrètement jeté un coup d’œil à la résidence de Tarn où Bond a vu le sous-marin qui est en réalité un U-Boat type VII, ils se rendent au Mare Nostrum. Les scientifiques expliquent qu'ils travaillent sur système pour lutter contre la pollution pétrolière nommée AAOPS (pour Automatic Anti-Oil Pollution System). Bond, Flicka et Leiter leur expliquent que Max Tarn est en réalité un homme dangereux mais il se trouve que Tarn arrive justement sur le Mare Nostrum pour voir les scientifiques.
Bond et Flicka parviennent à se cacher à temps, mais pas Leiter, que Tarn reconnait et capture. Max Tarn explique à Leiter et ses scientifiques (alors que Bond et Flicka se trouvent à côté) qu'il va faire couler un pétrolier, le Golden Bough, avec son sous-marin et que les scientifiques devront utilisé l'AAOPS afin d'enrayer la marée noire (qu'il compte enflammer). Une fois enrayé, le Monde sera impressionné par lui. Il est expliqué que la torpille qui a frappé le Caribbean Prince a été tirée par accident. Tarn dit qu'il observera le tout depuis le fort San Felipe del Morro et s'en va avec Leiter.
Alors que Bond se rend à la résidence de Tarn pour s'occuper du sous-marin (il n'informe pas Londres des plans de ce dernier), Maurice Goodwin et Beth (une assassin qui travaille pour Tarn) rendent visite à l'hôtel de Bond où ils capturent Flicka. Bond s'infiltre à l'intérieur du sous-marin et y place des charges explosives. Alors qu'il est sur le point de s'en aller, il entend des hommes entrer dans le sous-marin puis le submersible plonge ; Bond est coincé à l'intérieur.
Le temps passe, Bond surprend une conversation dans laquelle il est dit qu'ils détiennent Flicka. James Bond sort du sous-marin grâce à un Steinke Hood. Une fois à la surface, se rend sur le Mare Nostrum qui se trouvait non loin pendant que les charges placées dans le sous-marin explosent avant qu'il ne coule le pétrolier. Bond tue Connie Spicer, un homme de main de Tarn qui se trouvait sur le bateau, et demande à l'un des scientifiques de l’amener au fort San Felipe del Morro.
Arrivé au fort, Bond constate qu'il n'est pas seul, le 22nd SAS et la Delta Force sont là pour l'épauler et ils ont apporté avec eux des Powerchute (objet volant semblable a des parahawks). Bond participe à l'assaut du fort au cours duquel il tue Max Tarn.
Après sa mort, Bond se dirige avec les SAS vers sa résidence pour sauver Flicka et Leiter qui sont aux mains de Beth qui les tortures ; ils parviennent à les sauver. Ils sont tous deux vivants, bien que dans un sale état. Plus tard, lorsque le Captain Dodd  des SAS racontera ce qui s'est passé à Porto Rico, il dira qu'il aurait juré que Bond pleurait au moment de ses retrouvailles avec Flicka...

## Personnages principaux
- James Bond
- Fredericka 'Flicka' von Grüsse, partenaire de James Bond, déjà présente dans le roman précédent, Never Send Flowers. Bond envisage de se marier avec elle.
- Maxwell / Maximilian 'Max' Tarn, homme d'affaires et trafiquant d'armes qui se voit comme la réincarnation d'Hitler.
- Trish Nuzzi, la femme de Tarn.
- Cathy et Anna (Mr. Cuthbert et Mr. Archibald), deux femmes travaillant pour Tarn.
- Maurice Goodwin, un homme de Tarn.
- Conrad 'Connie' Anthony Spicer, un homme de main de Tarn.
- Felix Leiter, vieil ami de James Bond qu'il retrouvera à Porto Rico. Il dit à Bond que sa fille, Cedar (Sandra), pense bientôt se marier.
- Steve Natkowitz, agent du Mossad (nommé Pete Natkowitz dans l’édition américaine du roman).
- Minister of Related Home and Foreign Affairs, prénommé Christopher.
- Bill Tanner, Secretary de MicroGlobe One.
- M
- Peter Dolmech, le fils d'un ami de M.
- Chastity Vain, la secrétaire personnelle de Bond.

## Autour du livre
- Dans l'édition américaine de poche de Never Send Flowers, il était annoncé que le vilain du prochain roman (SeaFire) serait nommé Sir Maxwell Lustig. Cependant, le méchant se nomme finalement Maxwell / Maximilian Tarn[1].